# Liverpooli kikötő
A liverpooli kikötő egy zárt, 7,5 mérföldes (12,1 km) dokkrendszer, amely a liverpooli Brunswick Docktól a Mersey folyó keleti partján lévő Seaforth Dockig, Seaforthig, valamint a folyó nyugati partján lévő Birkenhead Dockokig tart, Birkenhead és Wallasey között. A kikötő 2016-ban bővült a Seaforth Docknál egy folyón belüli konténerterminál építésével, amely a Liverpool2 nevet kapta. A terminál két 14 000 konténeres Post-Panamax hajó kikötésére alkalmas.
A Liverpool városában található Garston Docks nem része a liverpooli kikötőnek. A működő dokkokat a Mersey Docks and Harbour Company üzemelteti, a Pier Headtől délre fekvő dokkokat a Canal & River Trust, a korábbi üzemeltető British Waterways utódja.

## Története
Liverpool első dokkja a világ első zárt kereskedelmi dokkja, az 1715-ben épült Old Dock volt. A Lyver Poolt, a torkolat szűkületében lévő árapályos öblözetet, amely ma nagyrészt a Liverpool One bevásárlóközpont alatt található, zárt dokkká alakították át. További dokkokat építettek be, és végül zsilipkapukkal kötötték össze őket, amelyek 7,5 mérföld (12,1 km) hosszan húzódtak a Mersey folyó liverpooli partján. 1830-tól kezdve az építőkövek nagy része a skóciai Creetown melletti Kirkmabreckből származó gránit volt.
Az összekapcsolt dokkrendszer a világ legfejlettebb kikötőrendszere volt. A dokkok lehetővé tették a hajók mozgását a dokkrendszeren belül a nap 24 órájában, elszigetelve a Mersey folyó magas árapályától. A rendszer egyes részei 2004-től 2021-ig a világörökség részei voltak.
1885-től a dokkrendszer volt a dokkokon túlnyúló hidraulikus energiahálózat csomópontja. A White Star Line és a Cunard Line is a kikötőben állomásozott. Számos nagy hajónak is otthont adott, többek között az RMS Baltic, az RMS Olympic, az RMS Mauretania, az RMS Aquitania és a rossz csillagzatú Tayleur, az MV Derbyshire, a HMHS Britannic, az RMS Lusitania és az RMS Titanic hajóknak.
A legtöbb kisebb déli végi dokkot 1971-ben bezárták, a Brunswick Dock 1975-ös bezárásáig megmaradt. Számos dokkot feltöltöttek, hogy területet alakítsanak ki épületek számára: a Pier Headnél, a Kings Docknál egy aréna, a Toxteth és a Harrington Docknál kereskedelmi ingatlanok, a Herculaneum Docknál pedig lakóházak. Északon néhány mellékdokkot is feltöltöttek, hogy területet hozzanak létre. A Sandon és a Wellington Dockokat feltöltötték, és most egy szennyvíztisztító telep található rajtuk. A Hornby Dock nagy részét feltöltötték, hogy lehetővé tegyék a Gladstone Dock széntermináljának bővítését.
A dokkhálózat legnagyobb dokkját, a Seaforth Dockot 1972-ben nyitották meg, amely gabonával és konténerekkel foglalkozik, és az akkori legnagyobb konténerhajóknak adott helyet. 1972-ben a Canadian Pacific egységéhez tartozó CP Ships volt az utolsó transzatlanti vonal, amely Liverpoolból közlekedett. A Liverpool Freeport Zone 1984-ben nyílt meg a North Docksban, amely 1992-ben a Birkenhead Dock rendszer egy részével bővült. 1994-ben a Seaforth Dockban létrehozták az Euro Rail terminált, öt évvel később pedig a kikötő bővült, többek között a Liverpool Intermodal Freeport Terminal megépítésével.
2004-ben az UNESCO tengeri kereskedővárossá nyilvánította Liverpoolt.

## Képgaléria

1909 térképei
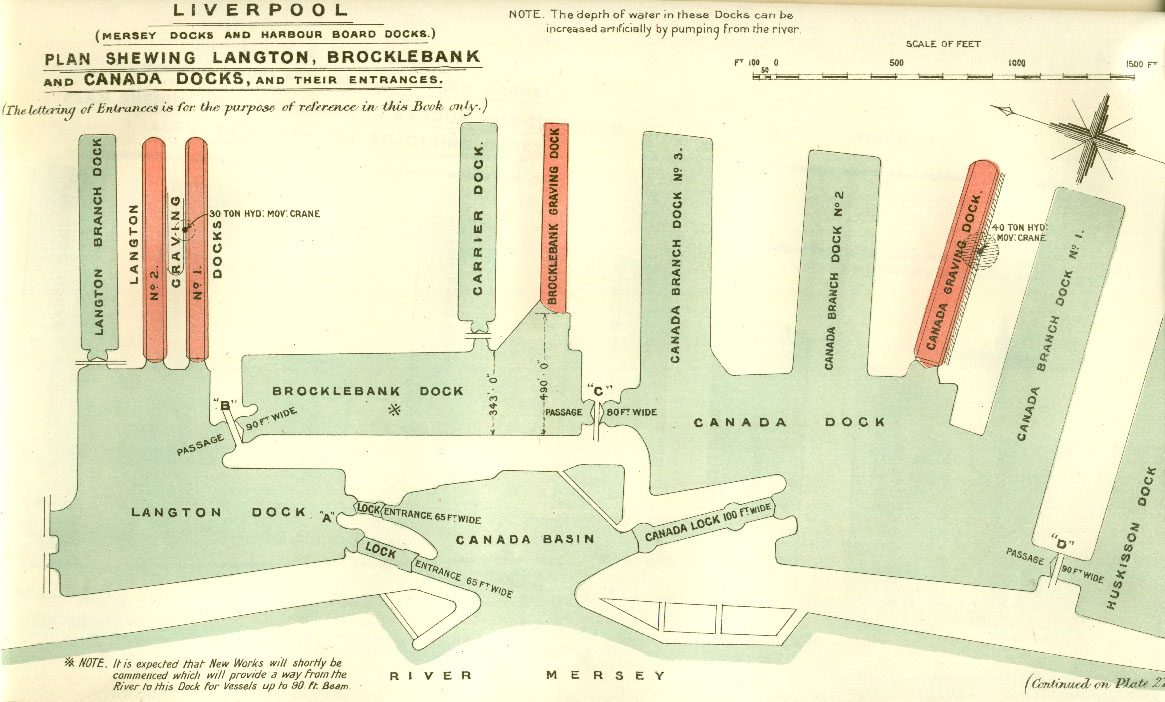
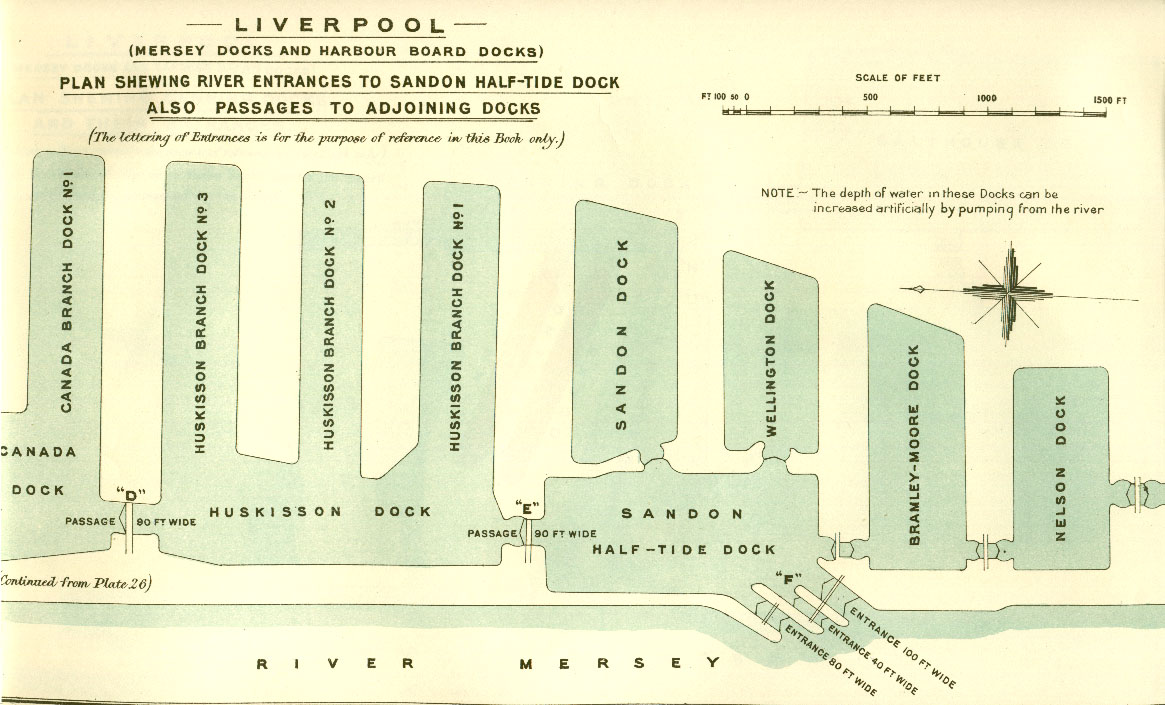
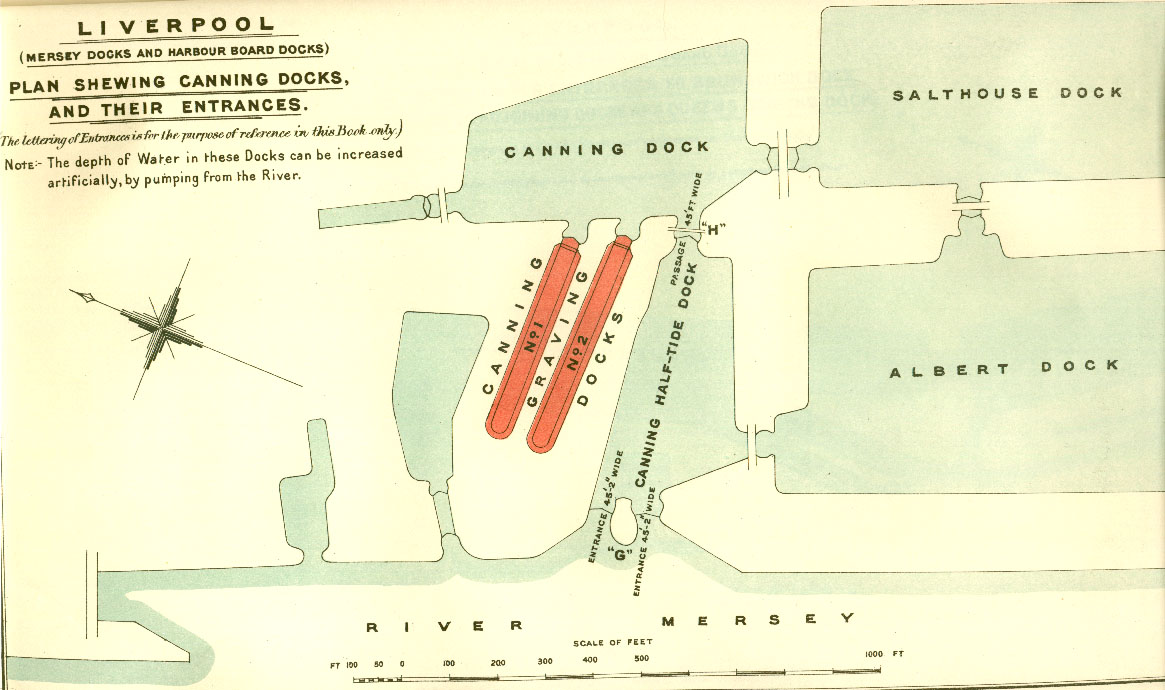
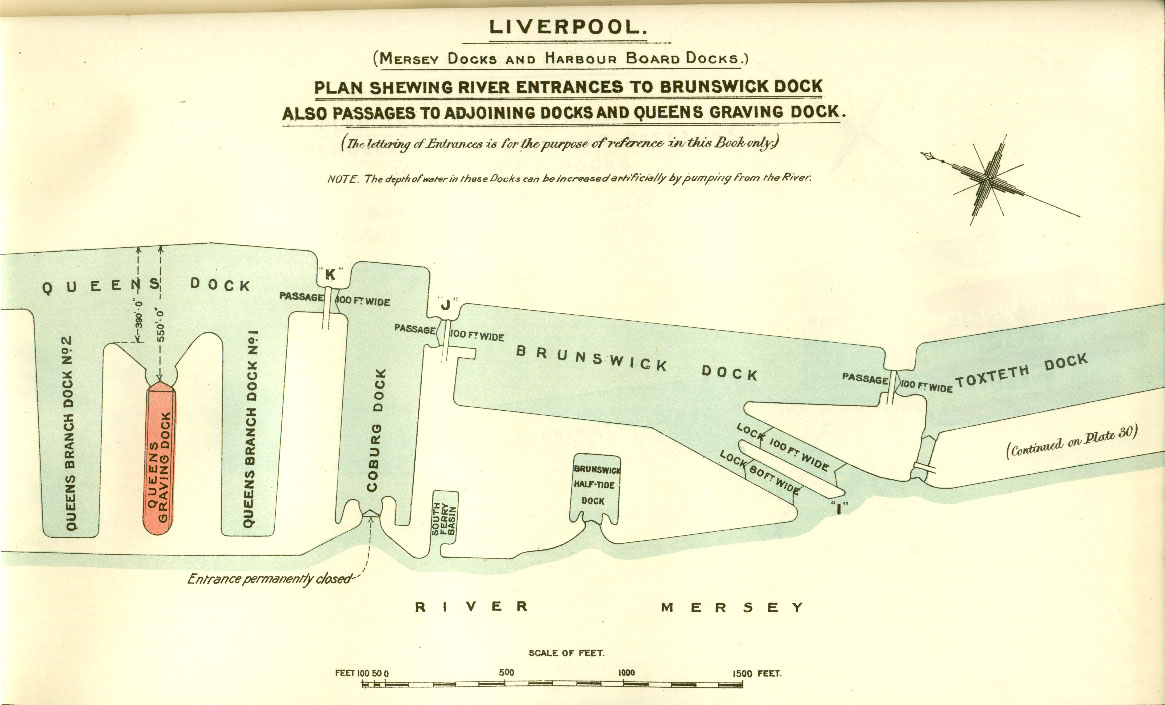
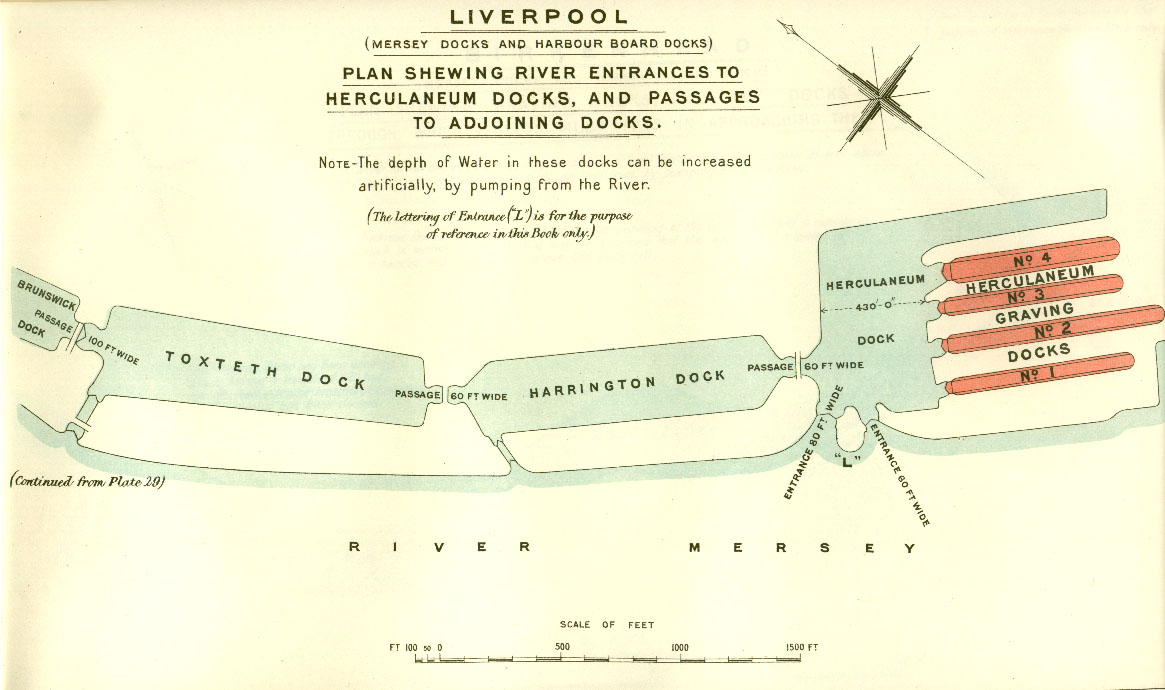

Modern képek
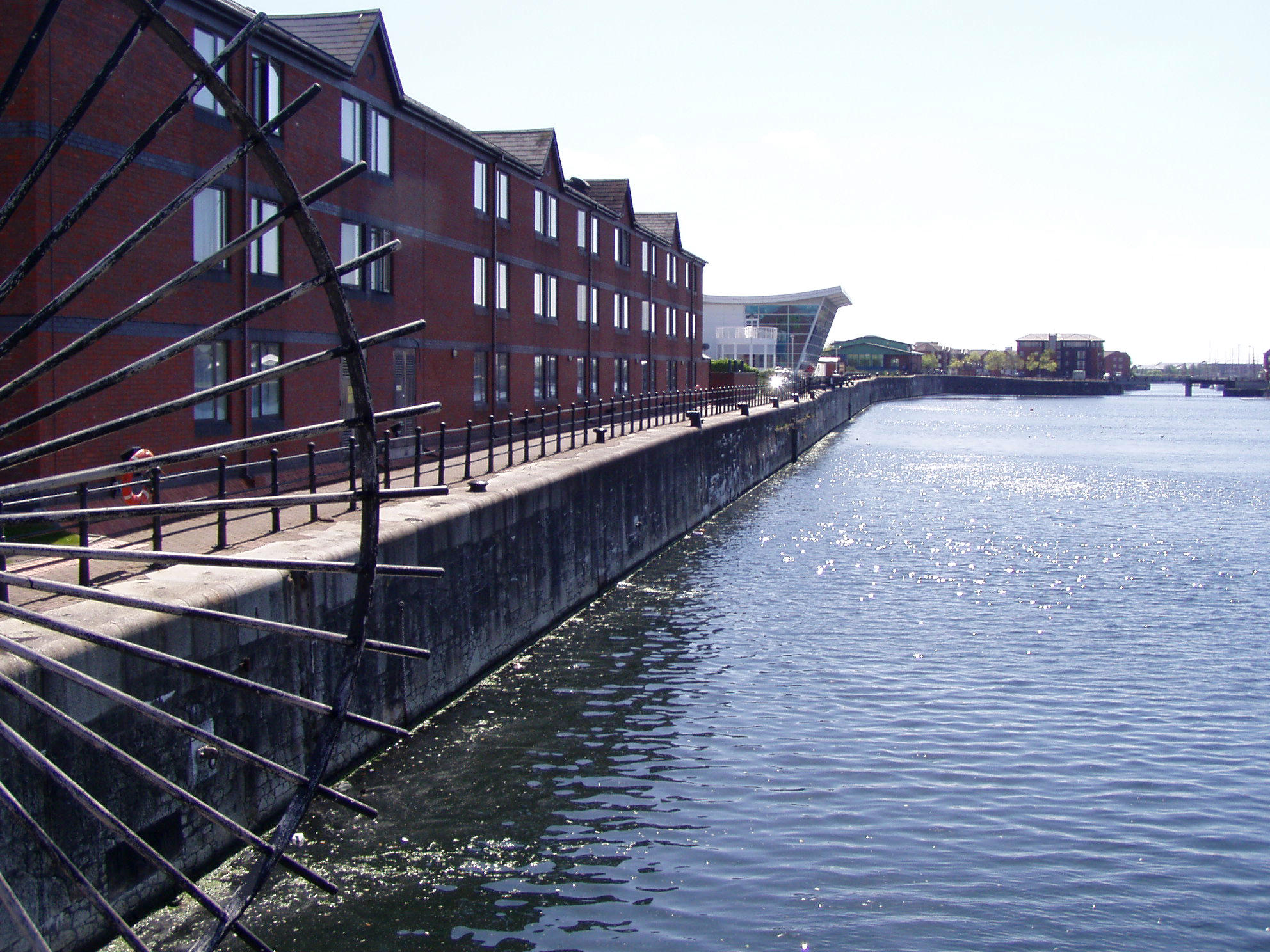
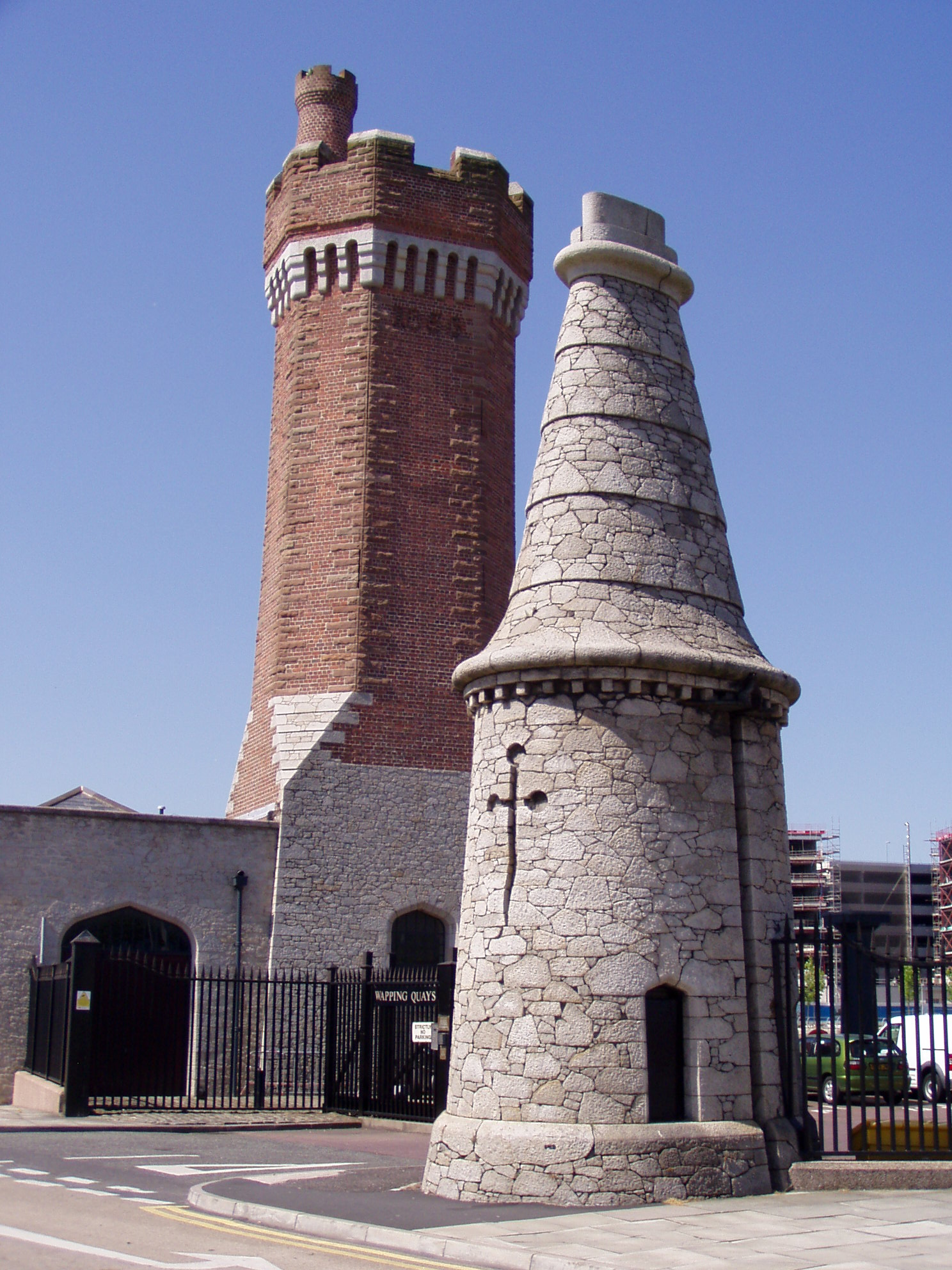
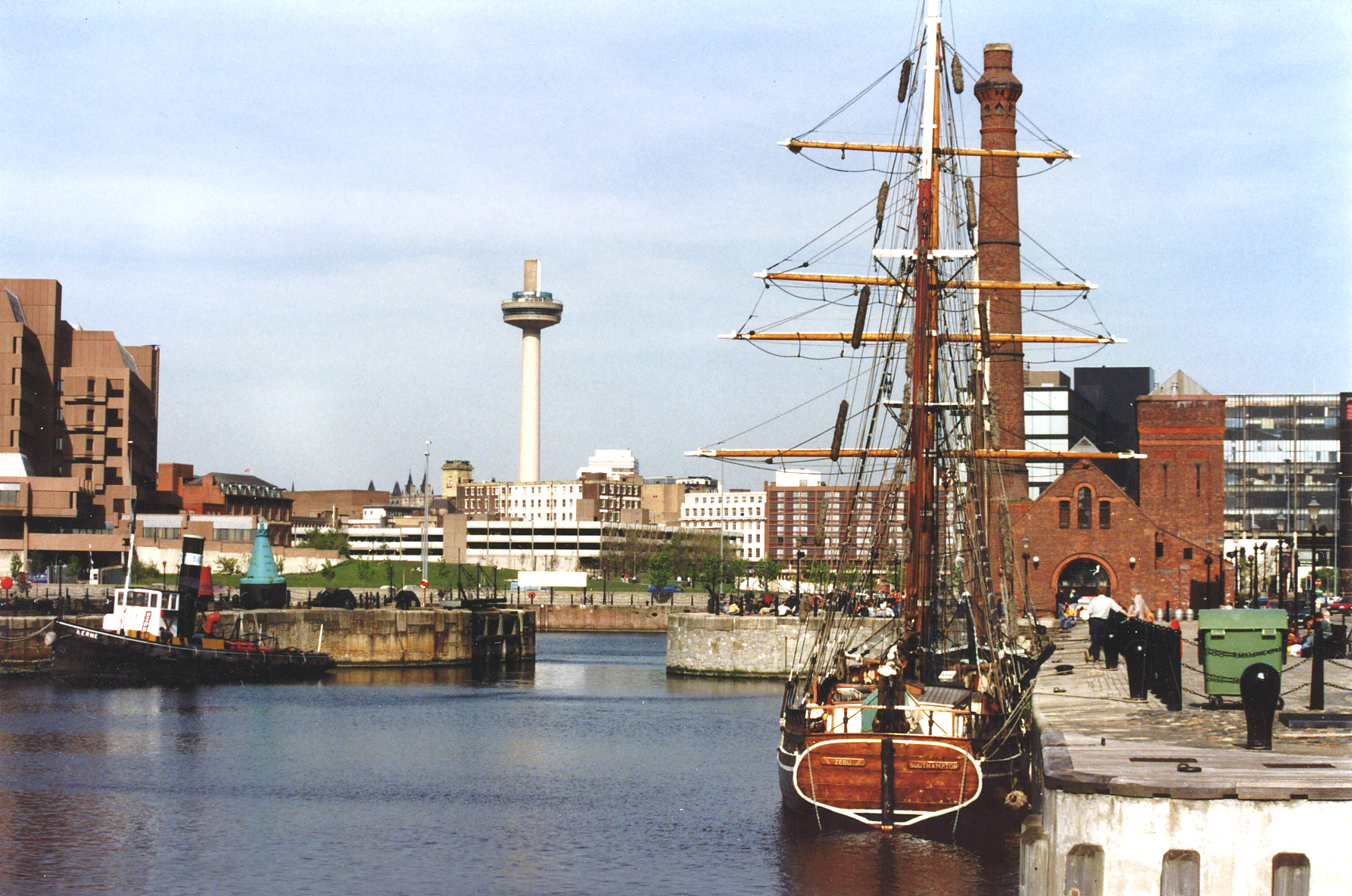
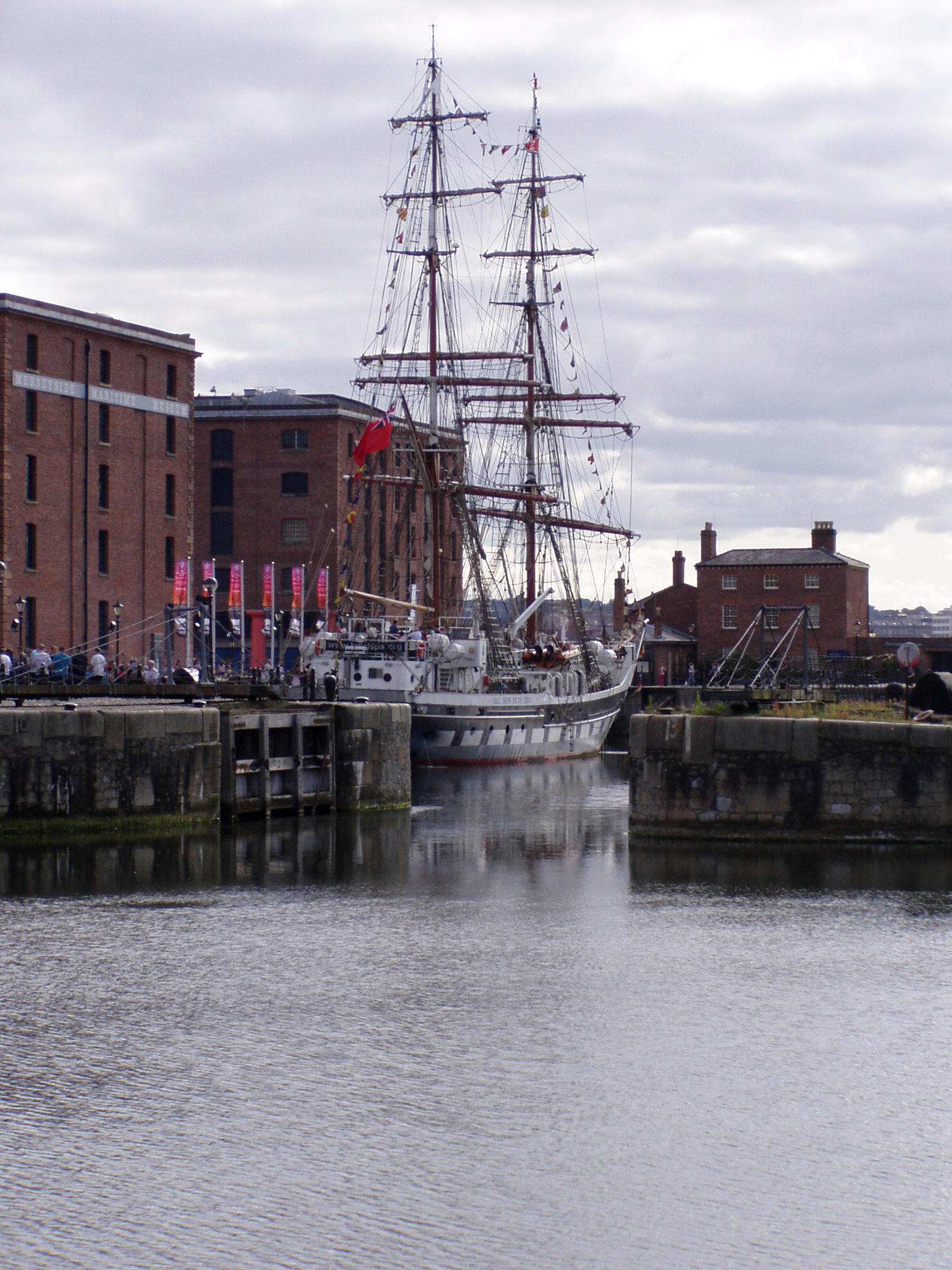
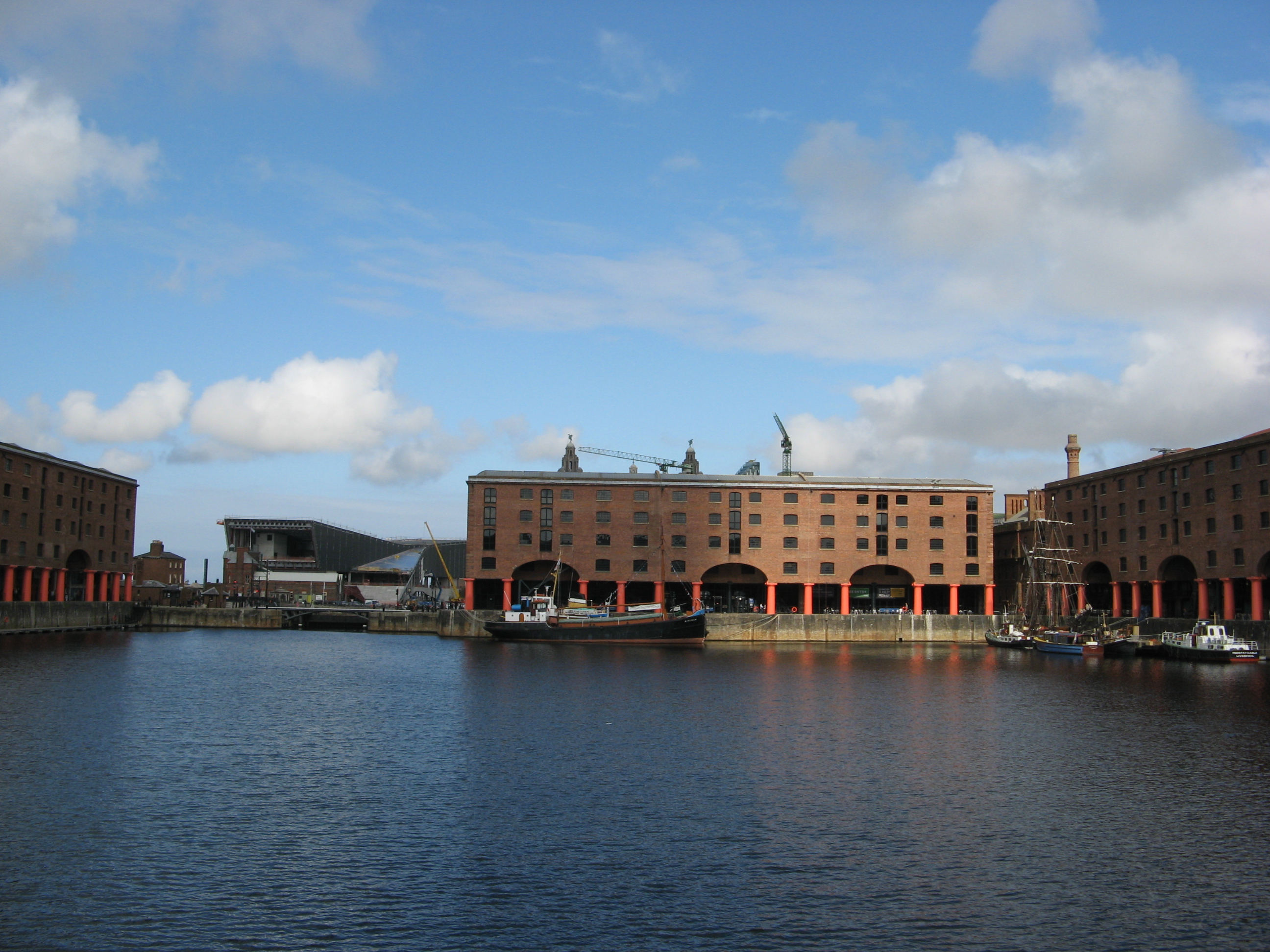
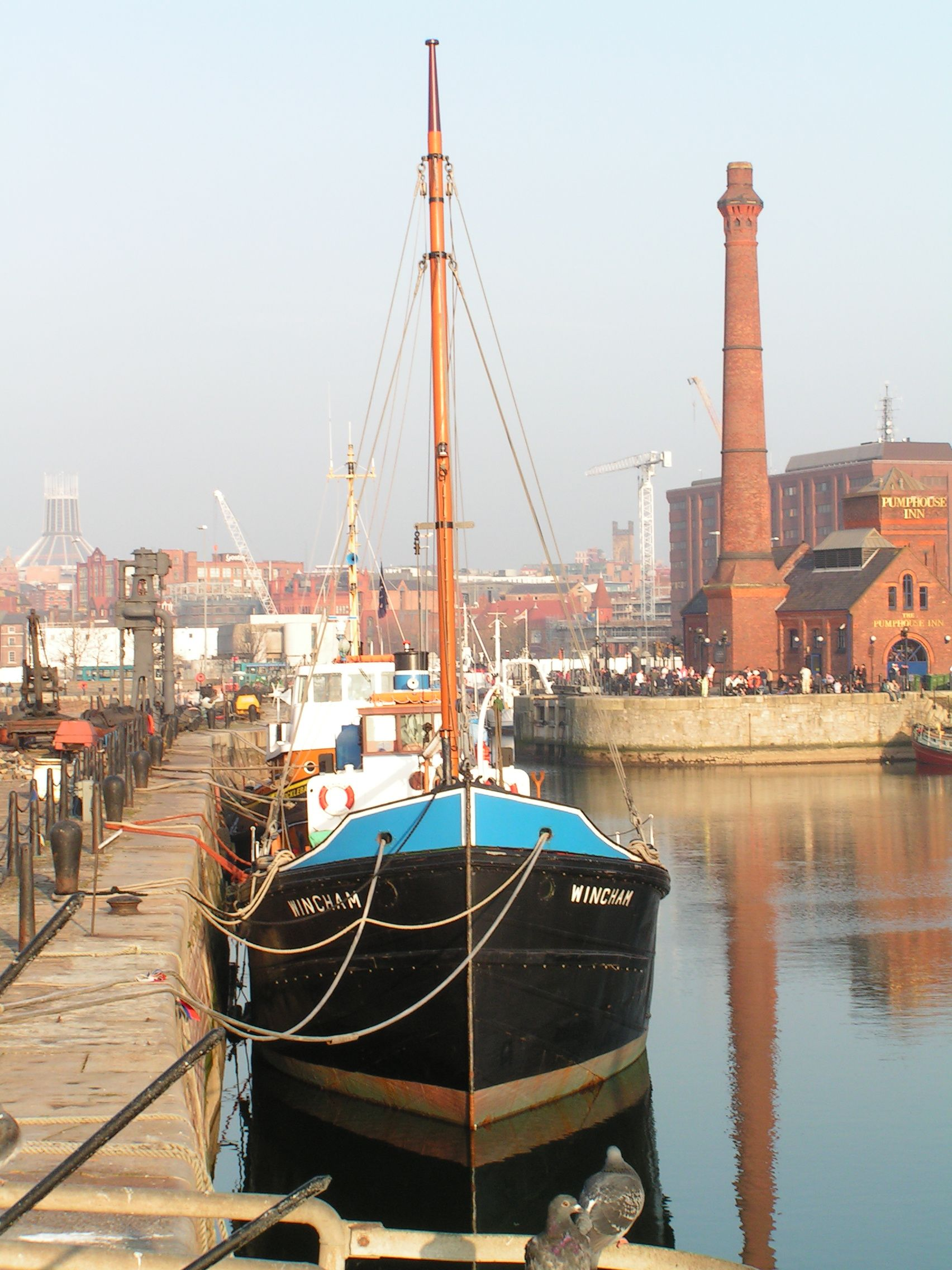
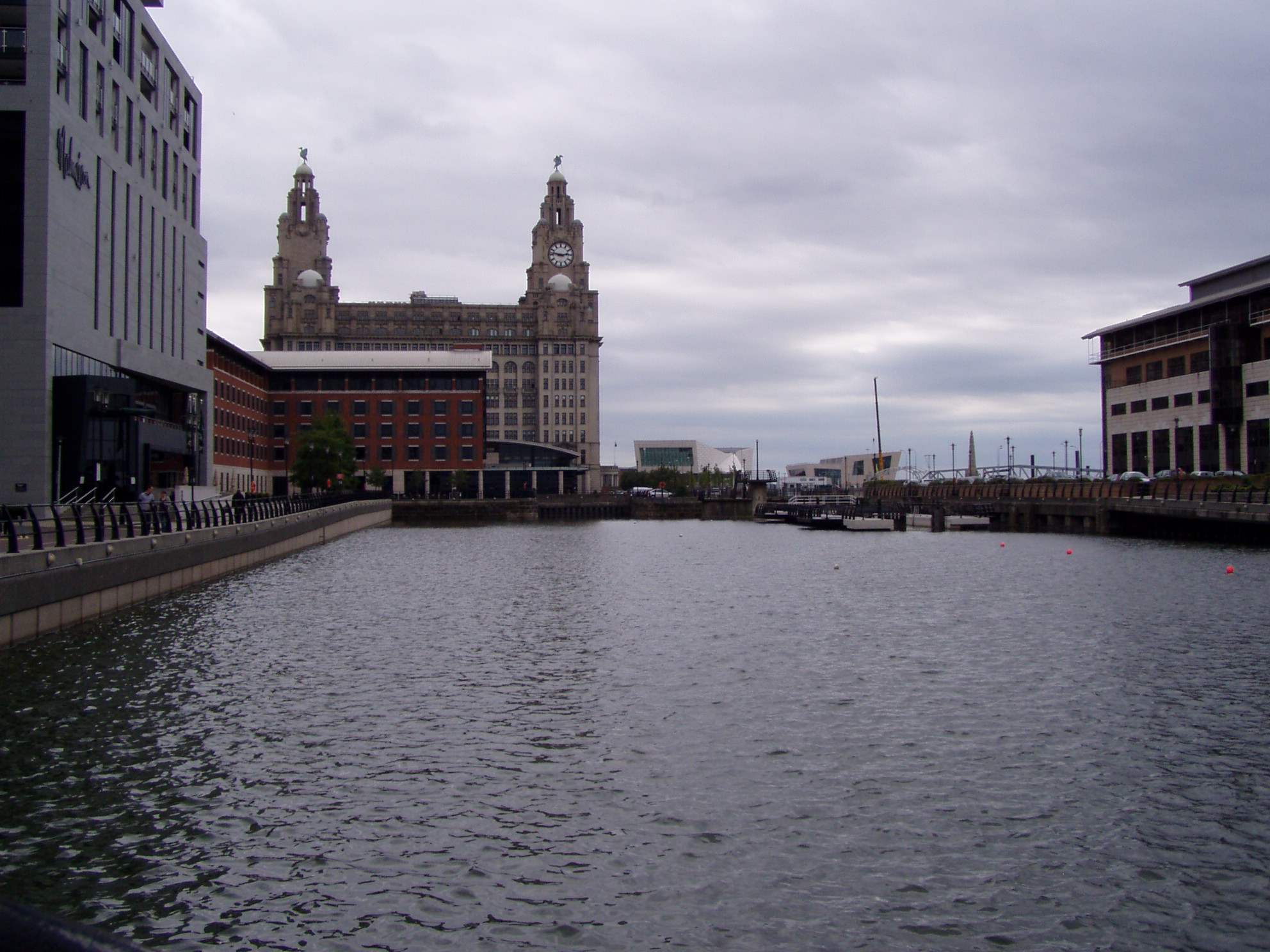
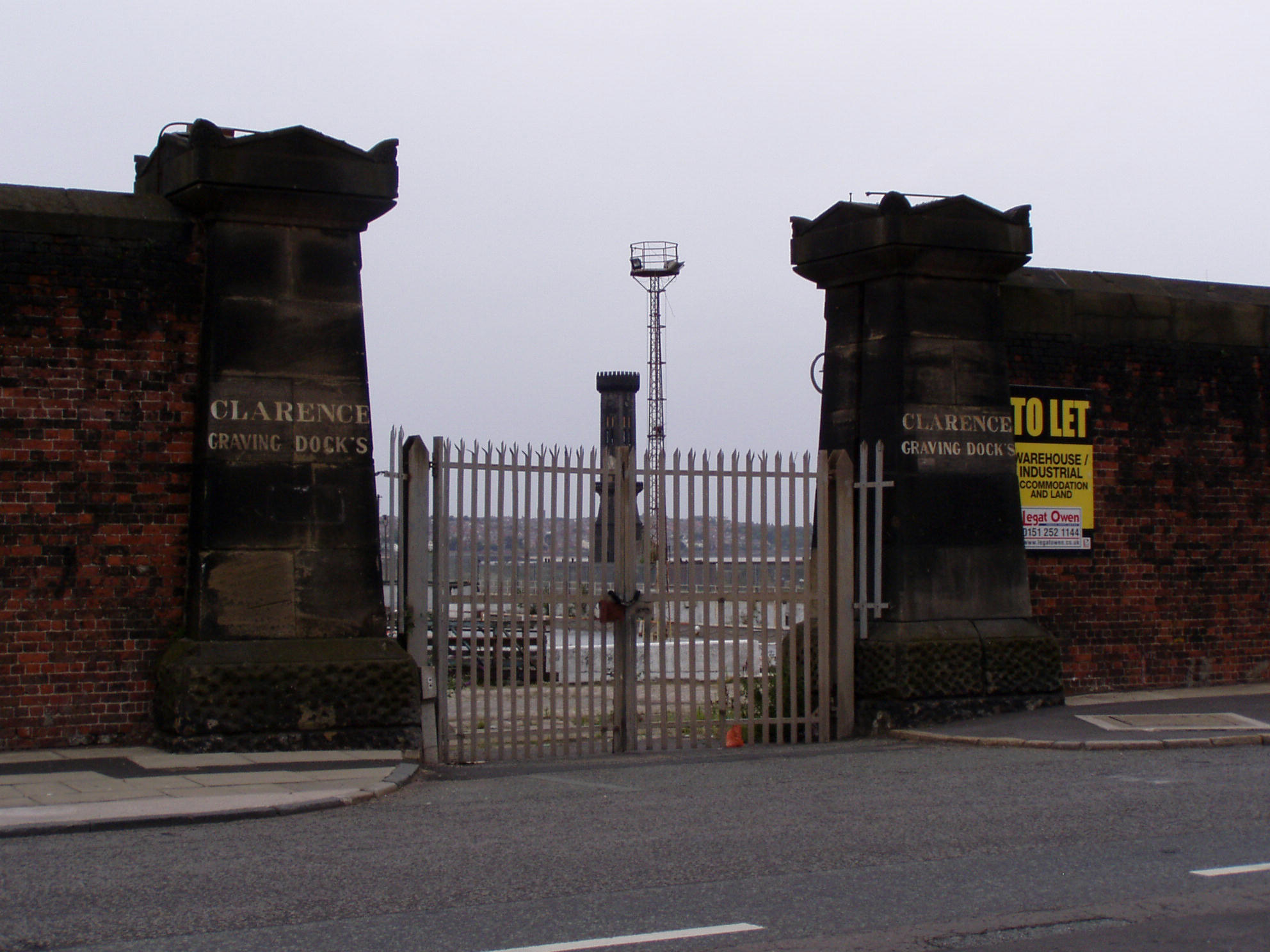
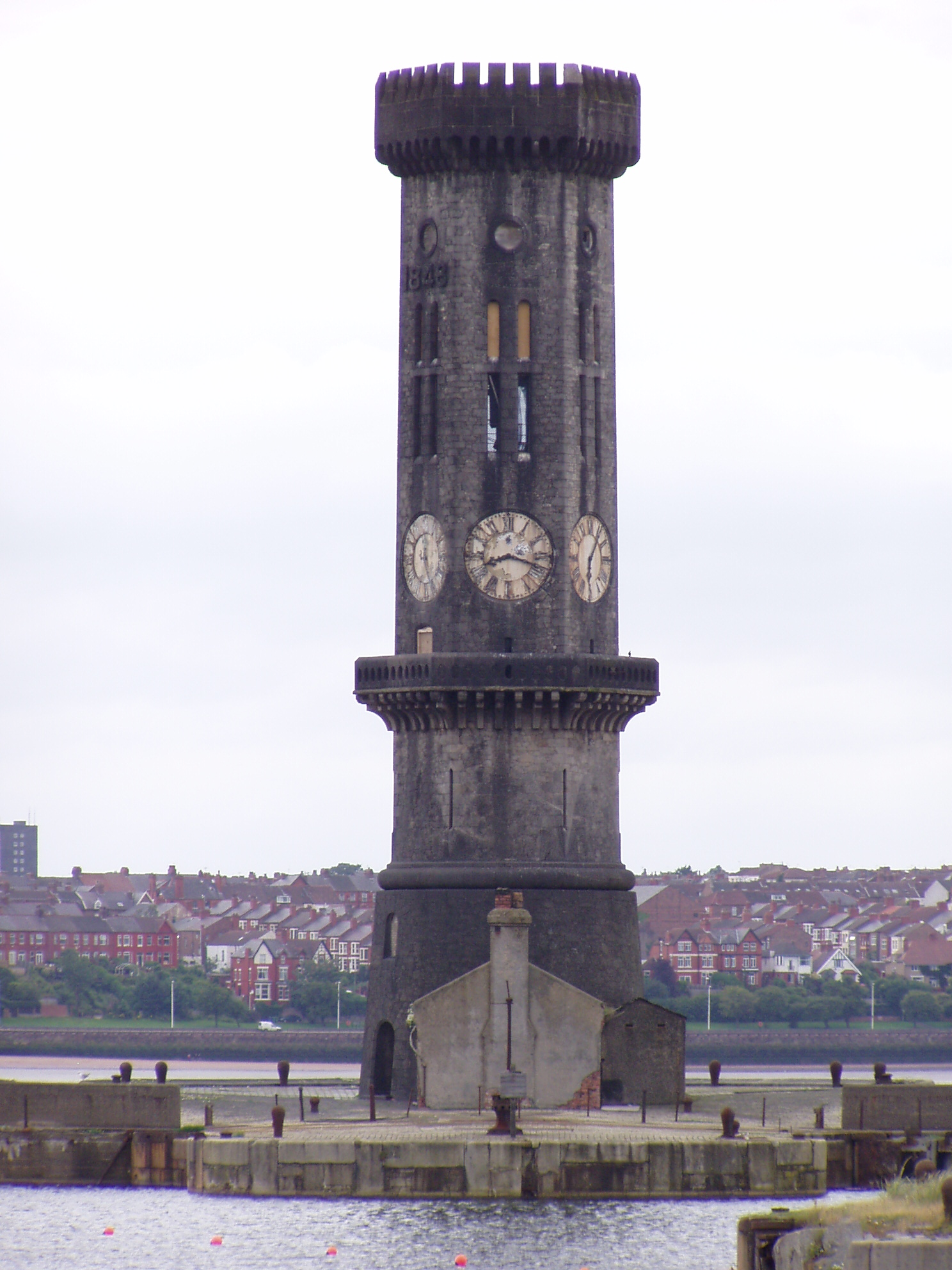
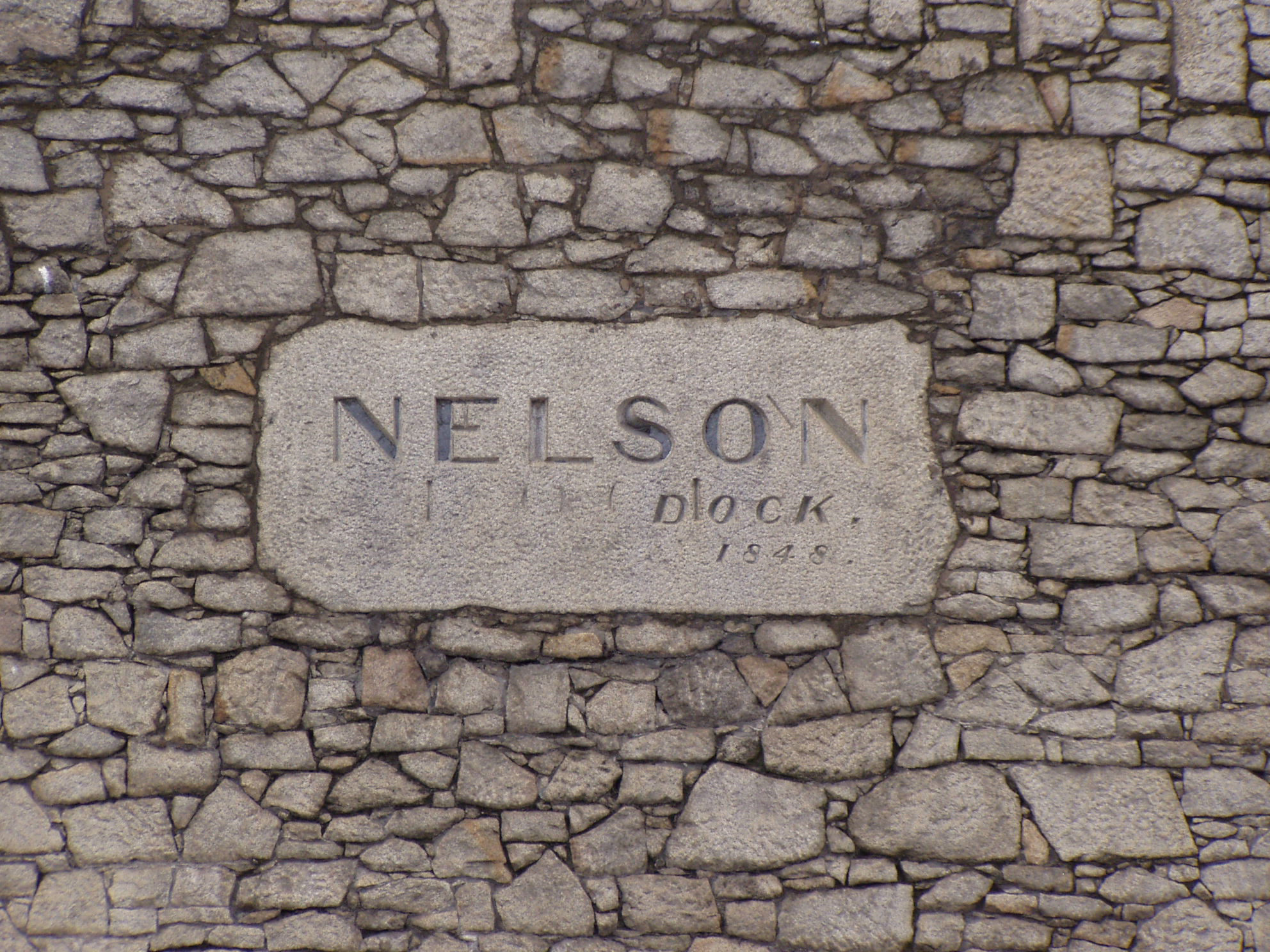
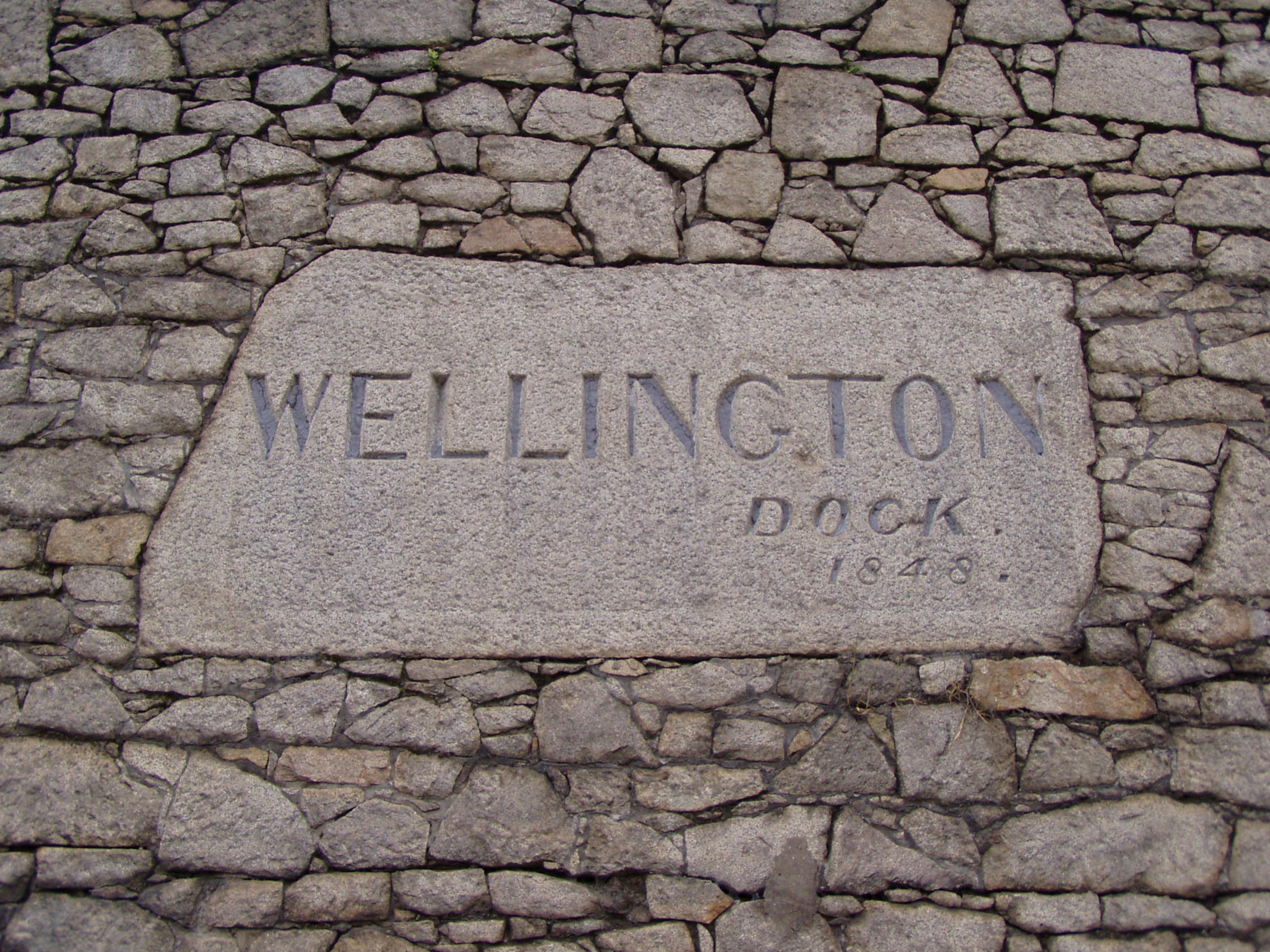
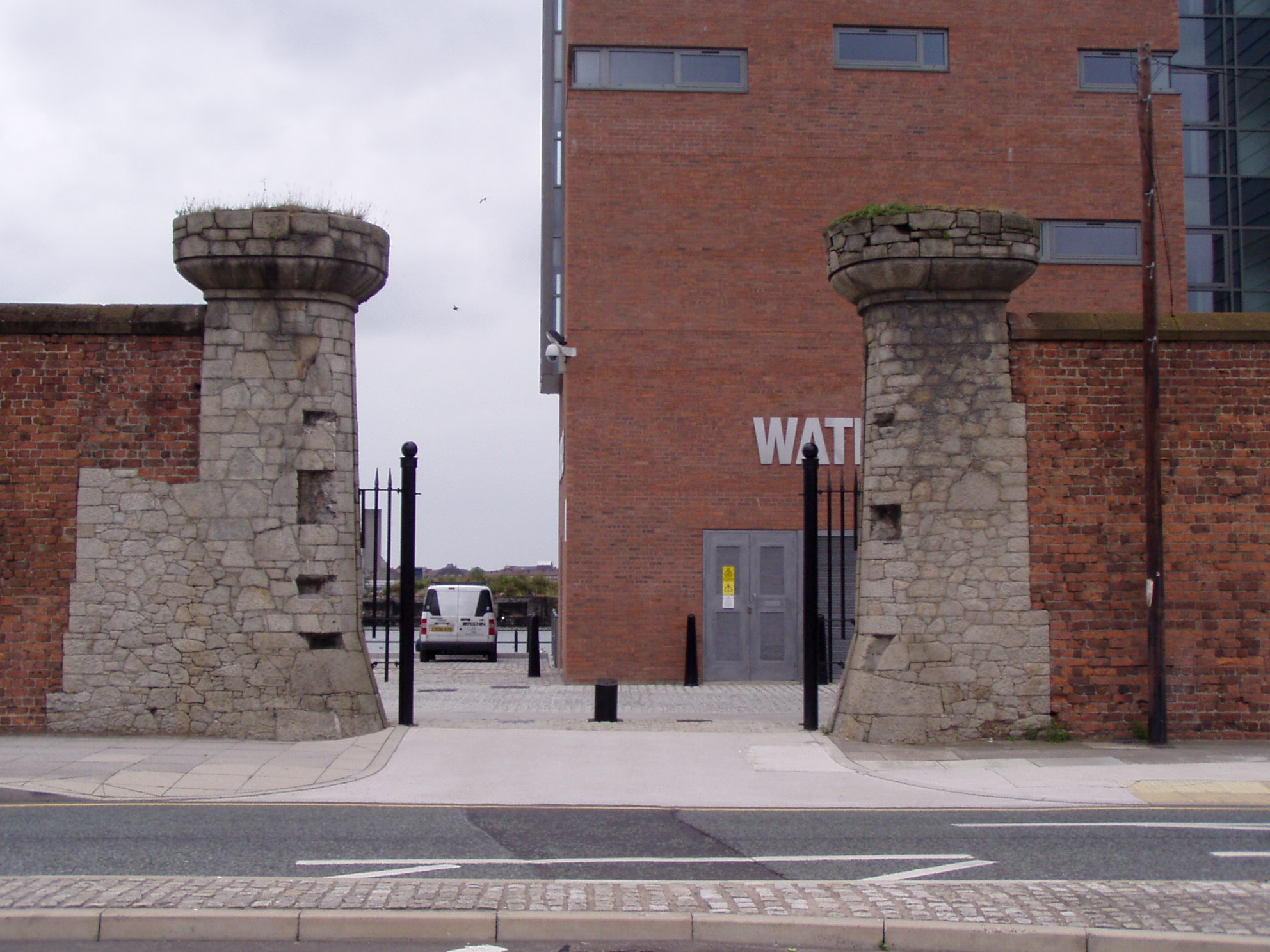
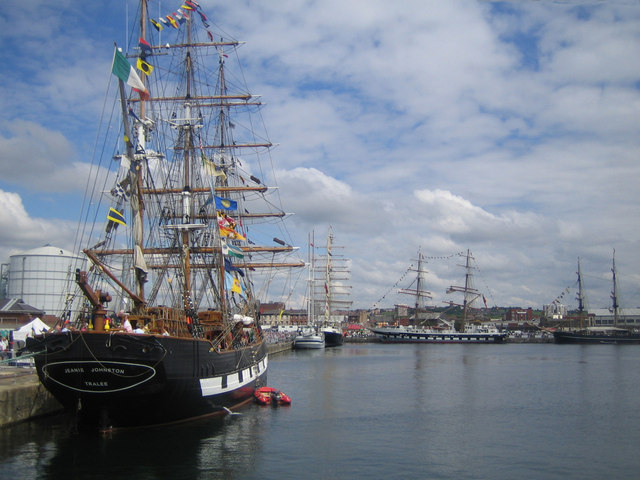
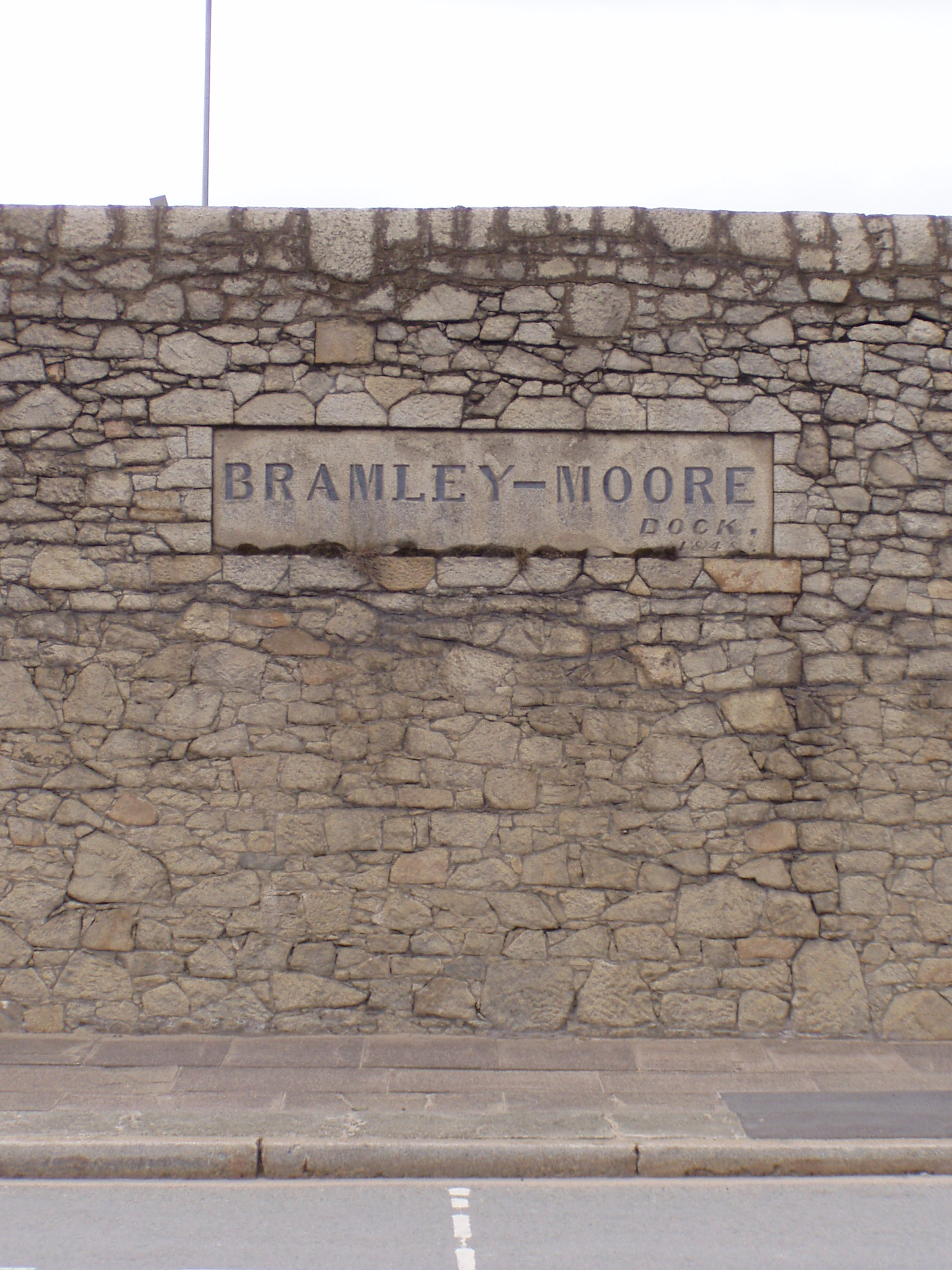
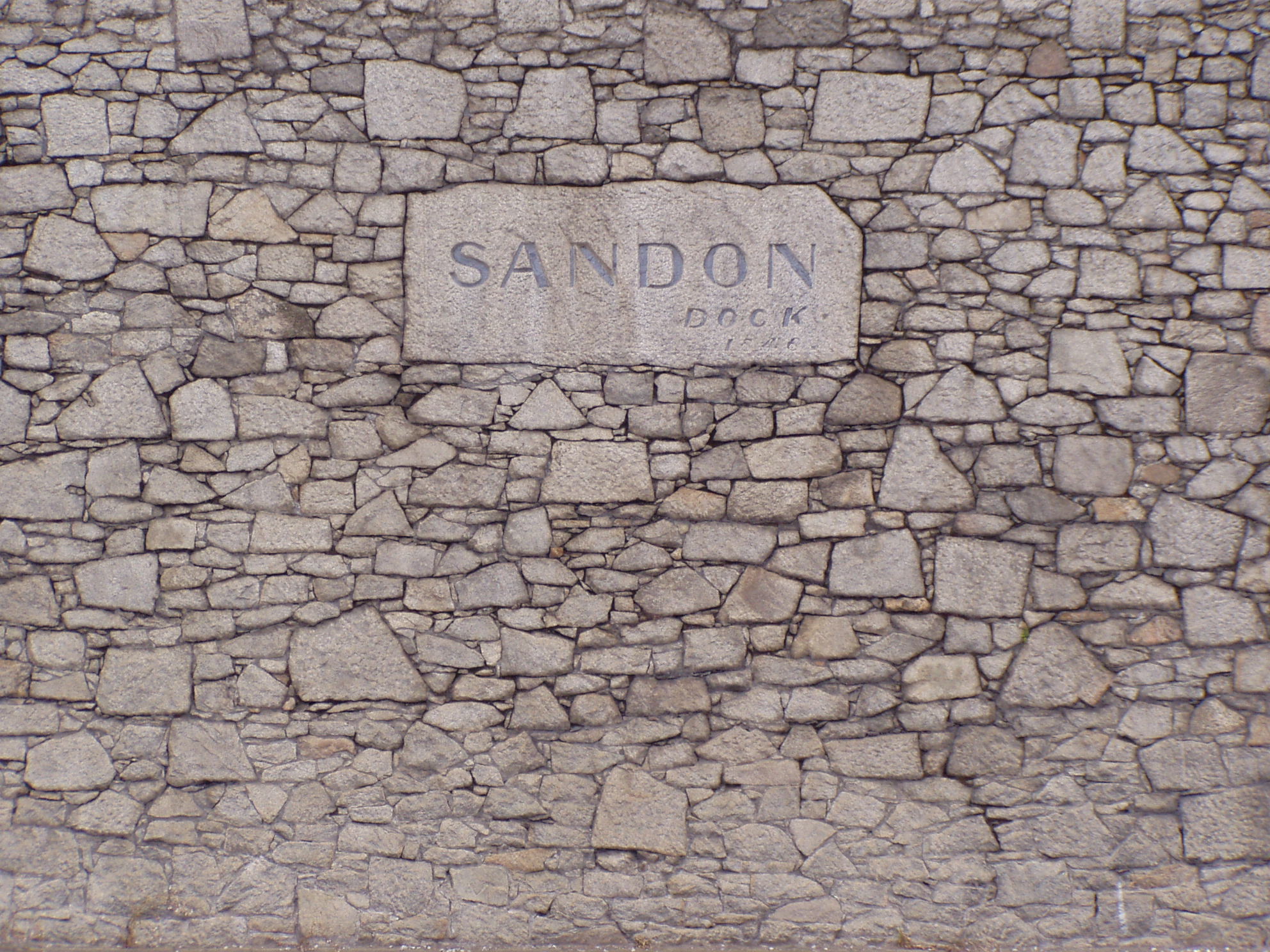
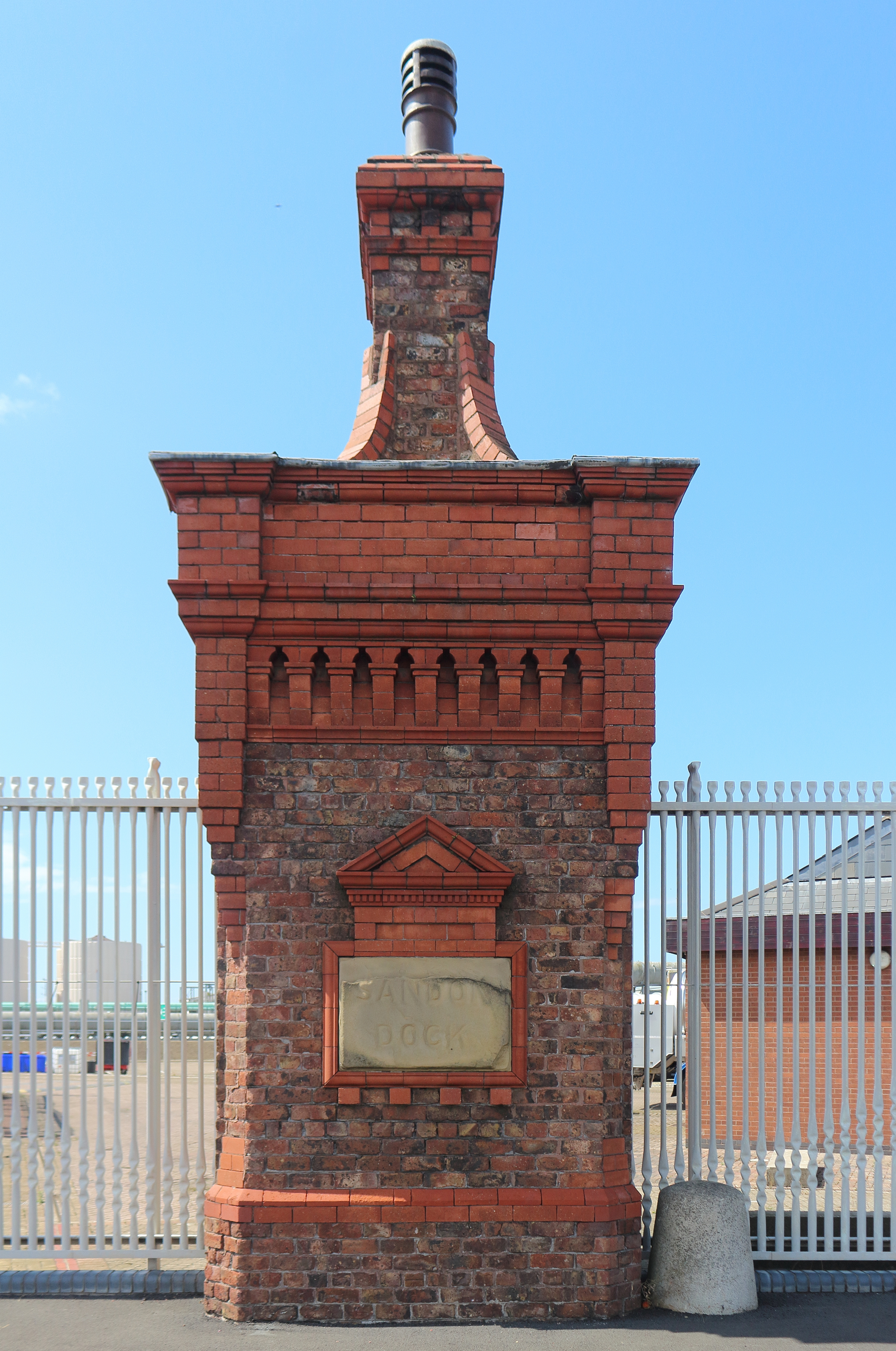
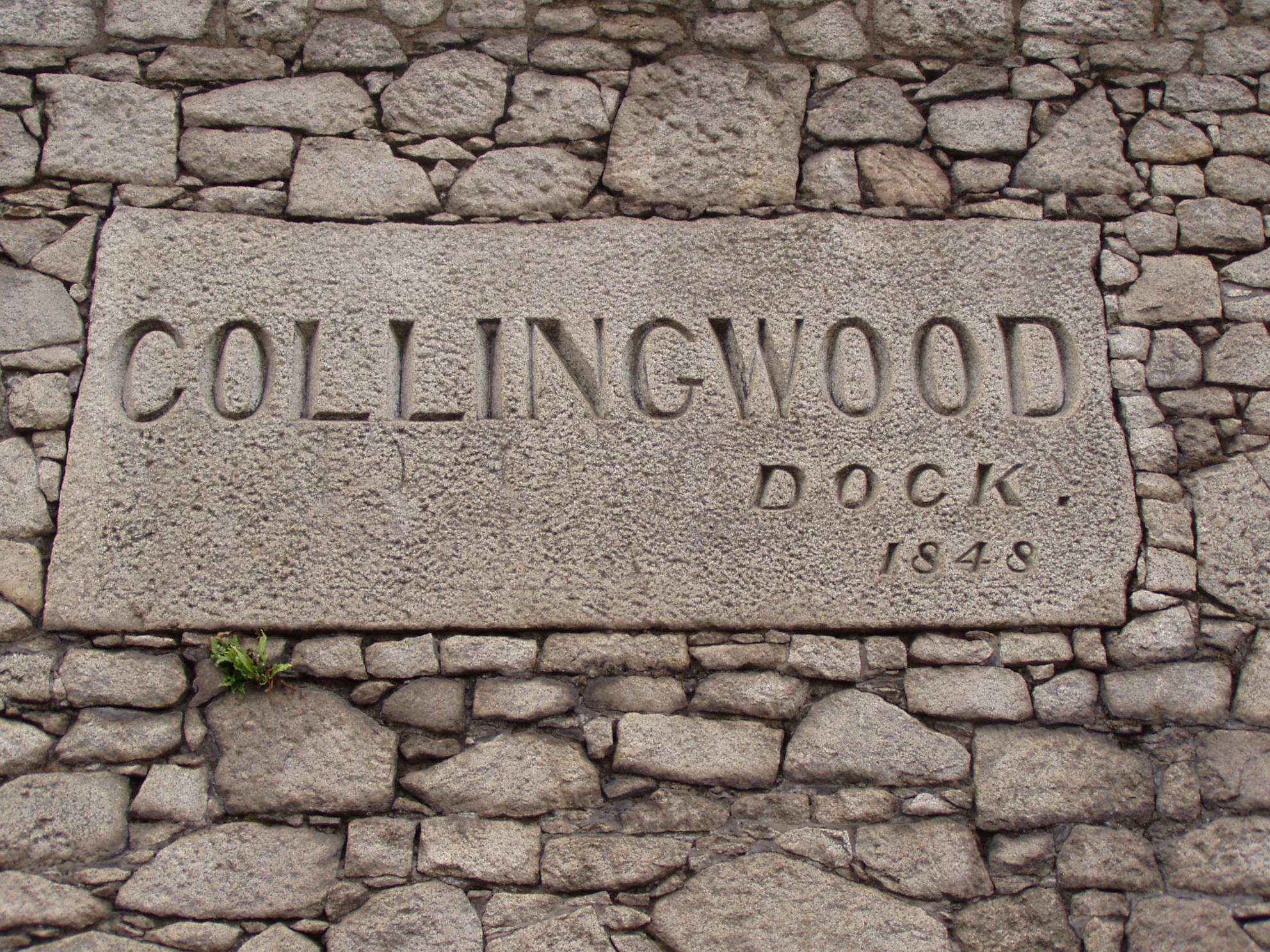
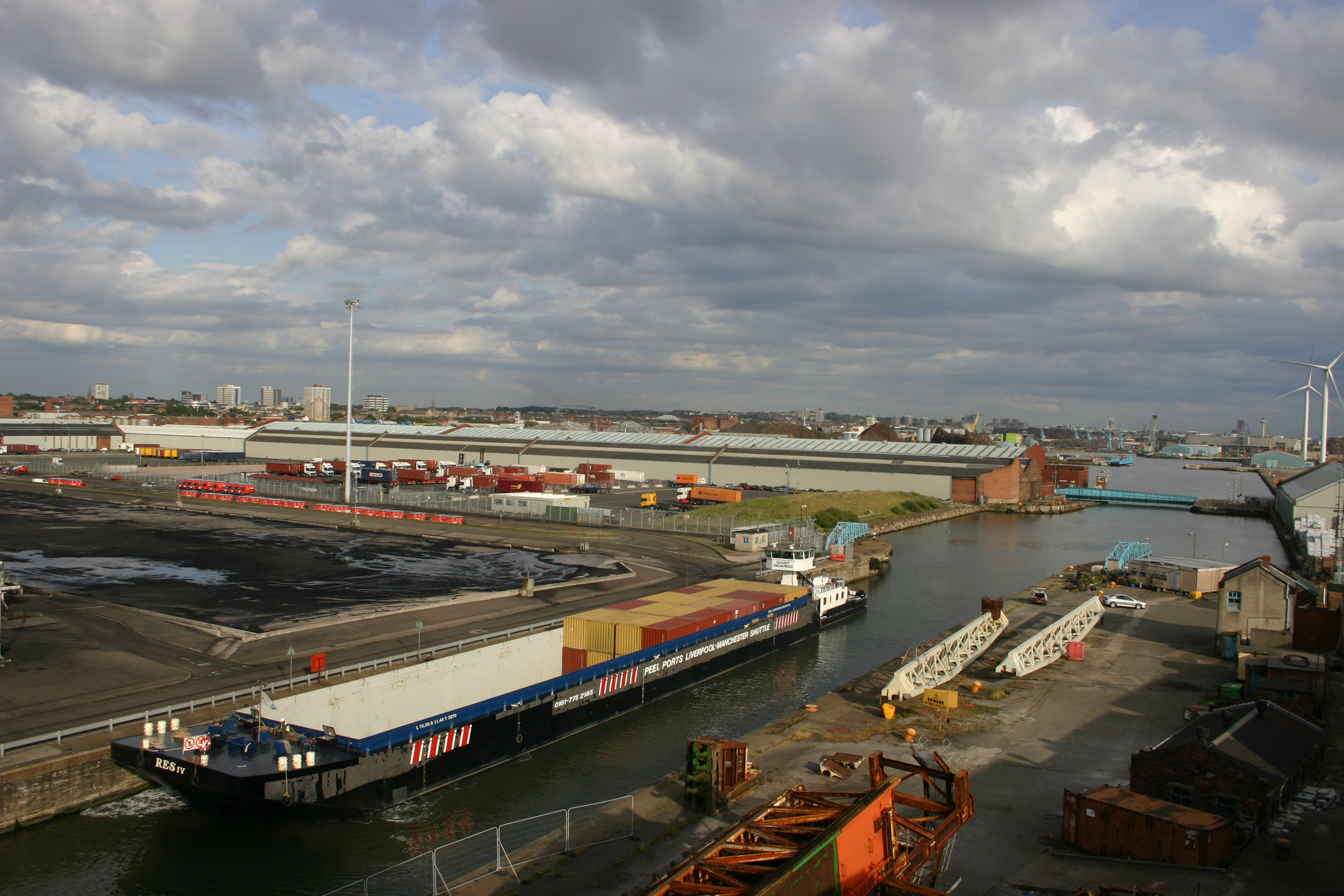
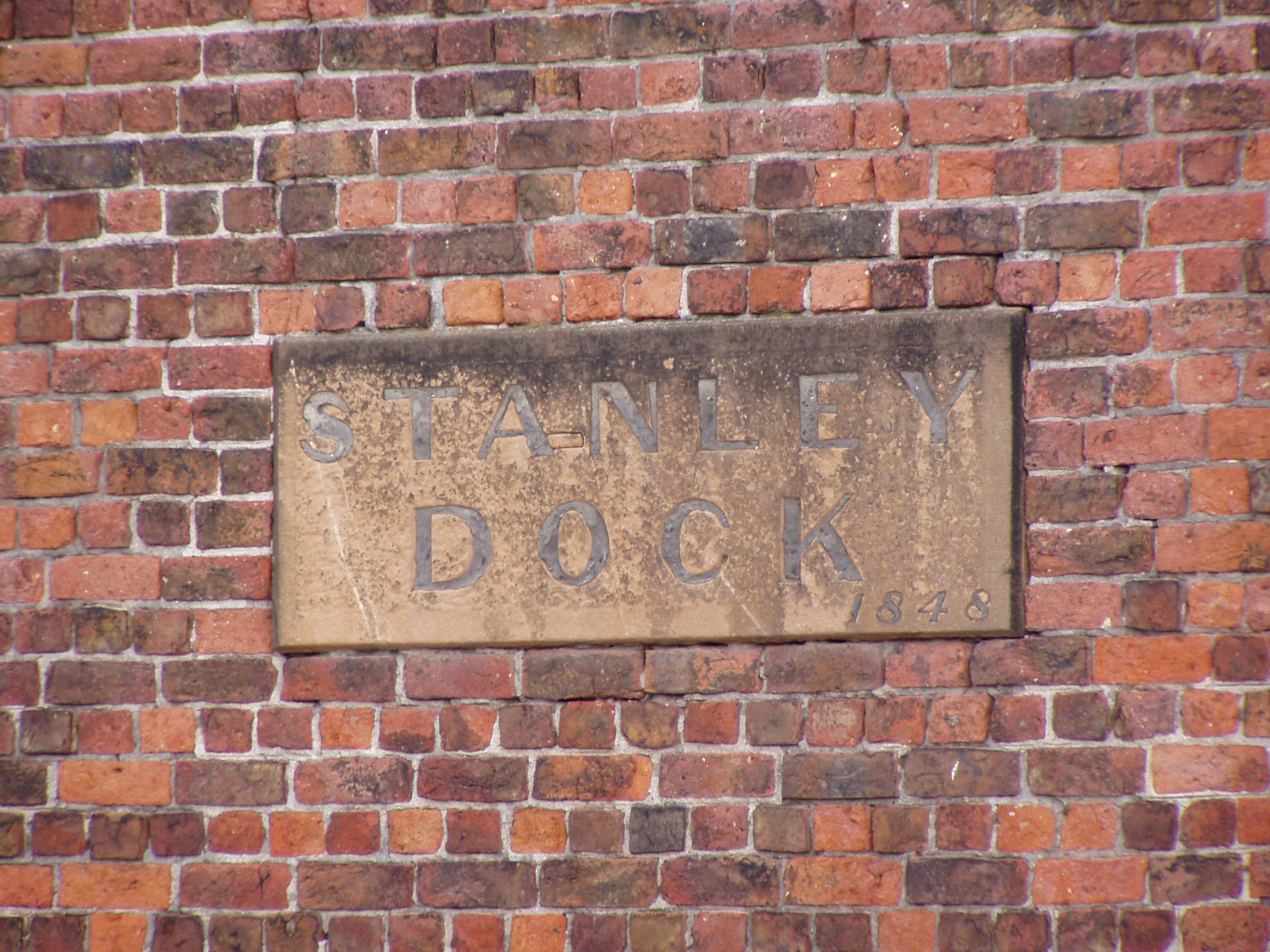
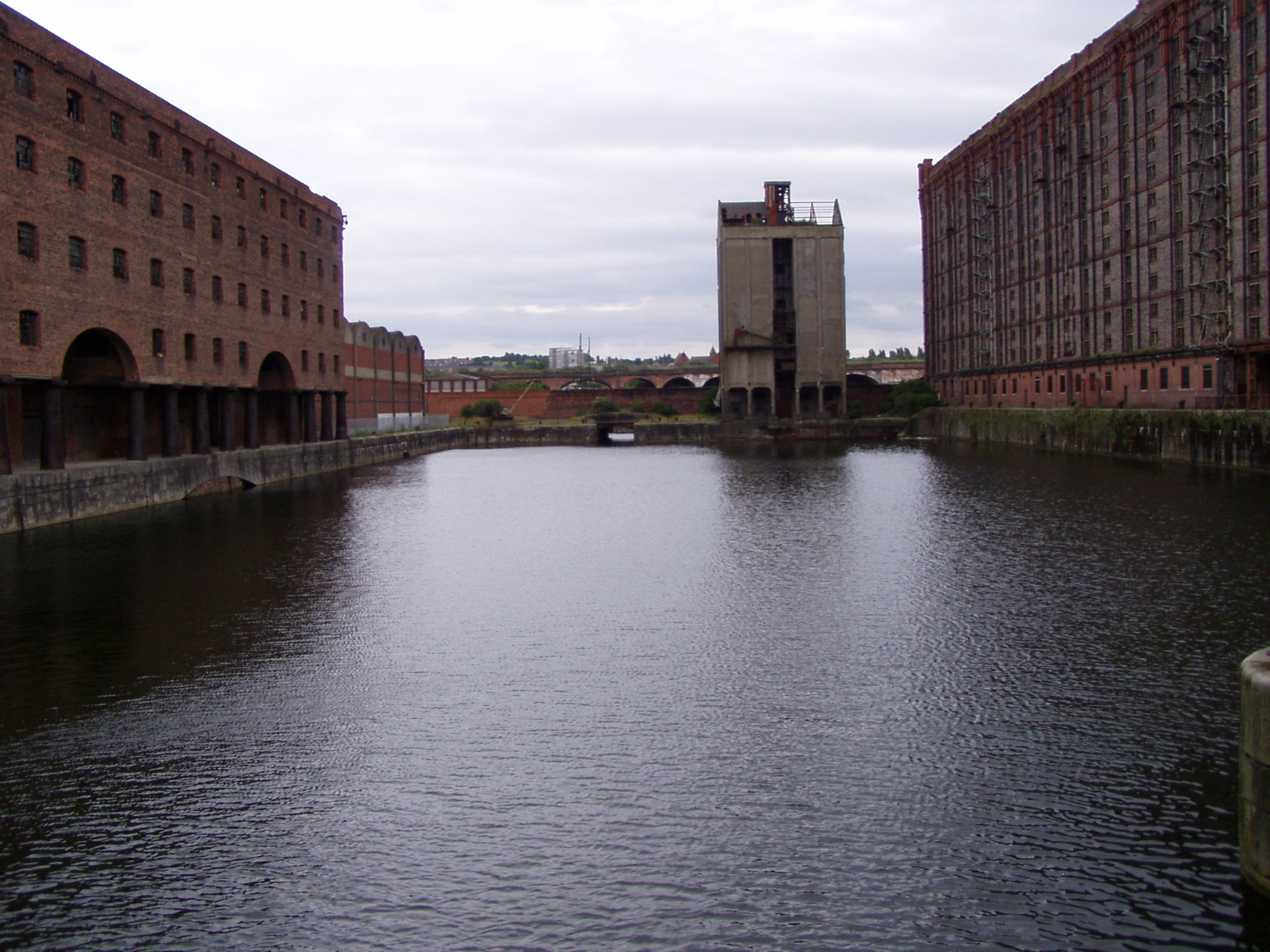
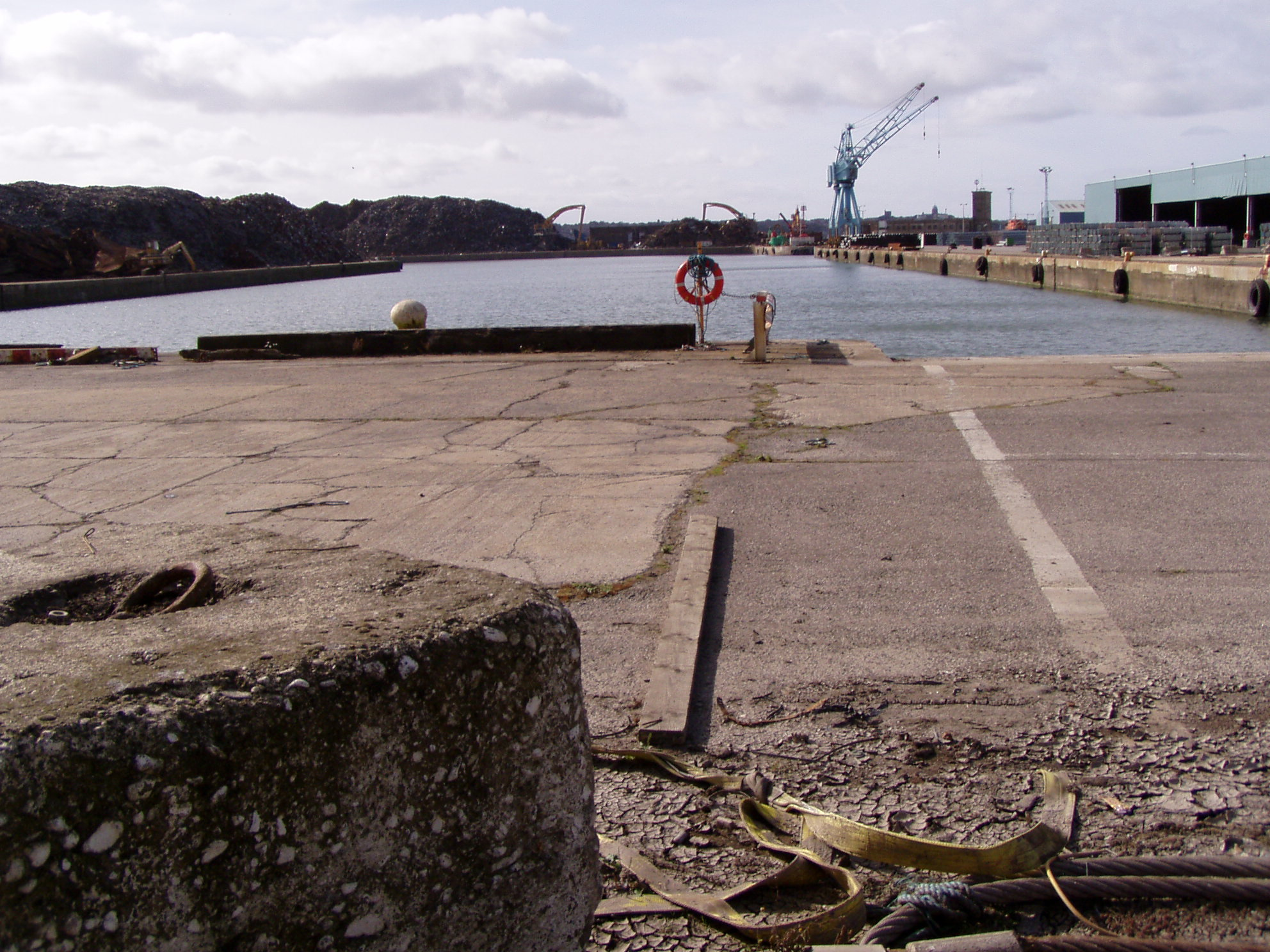
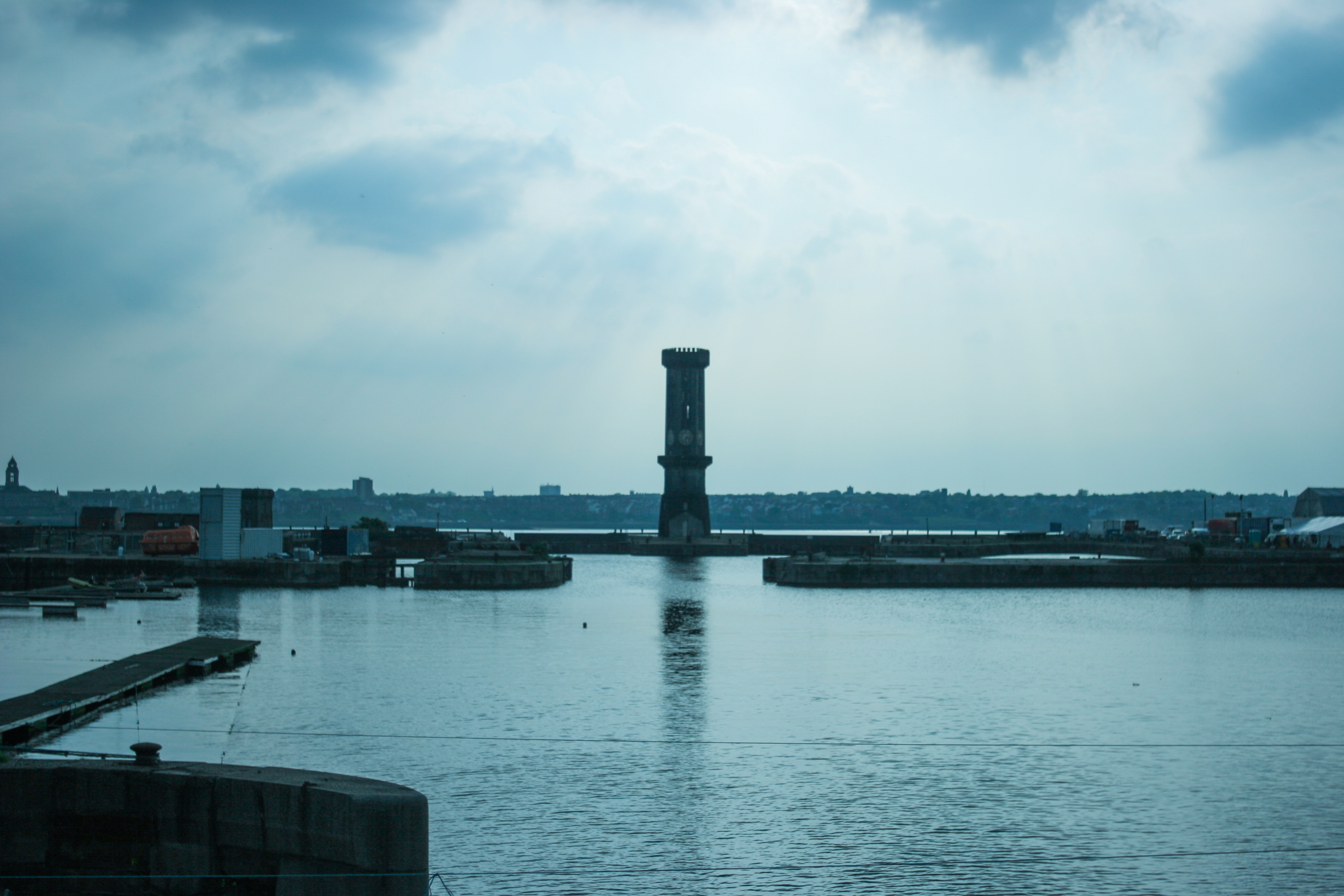
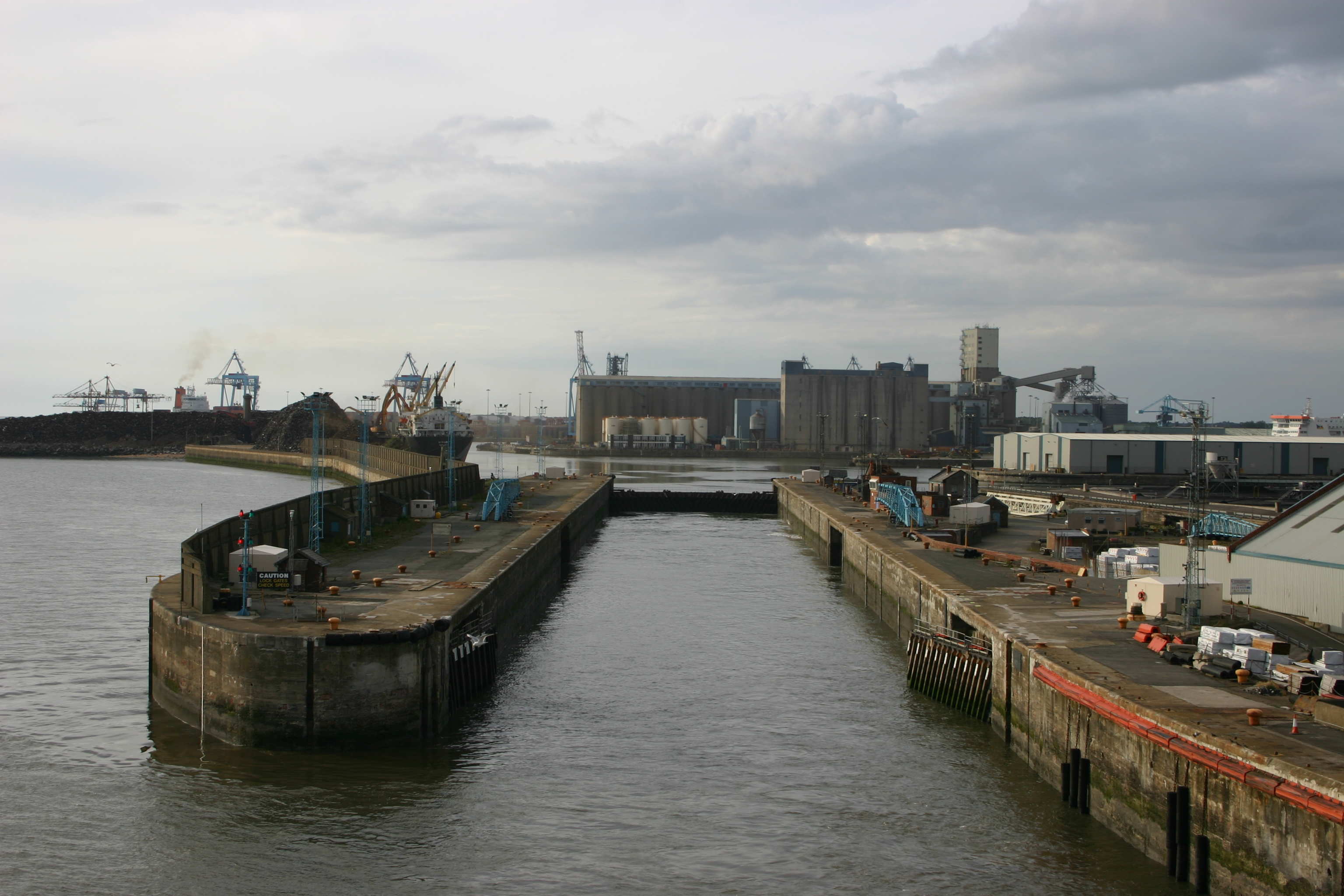
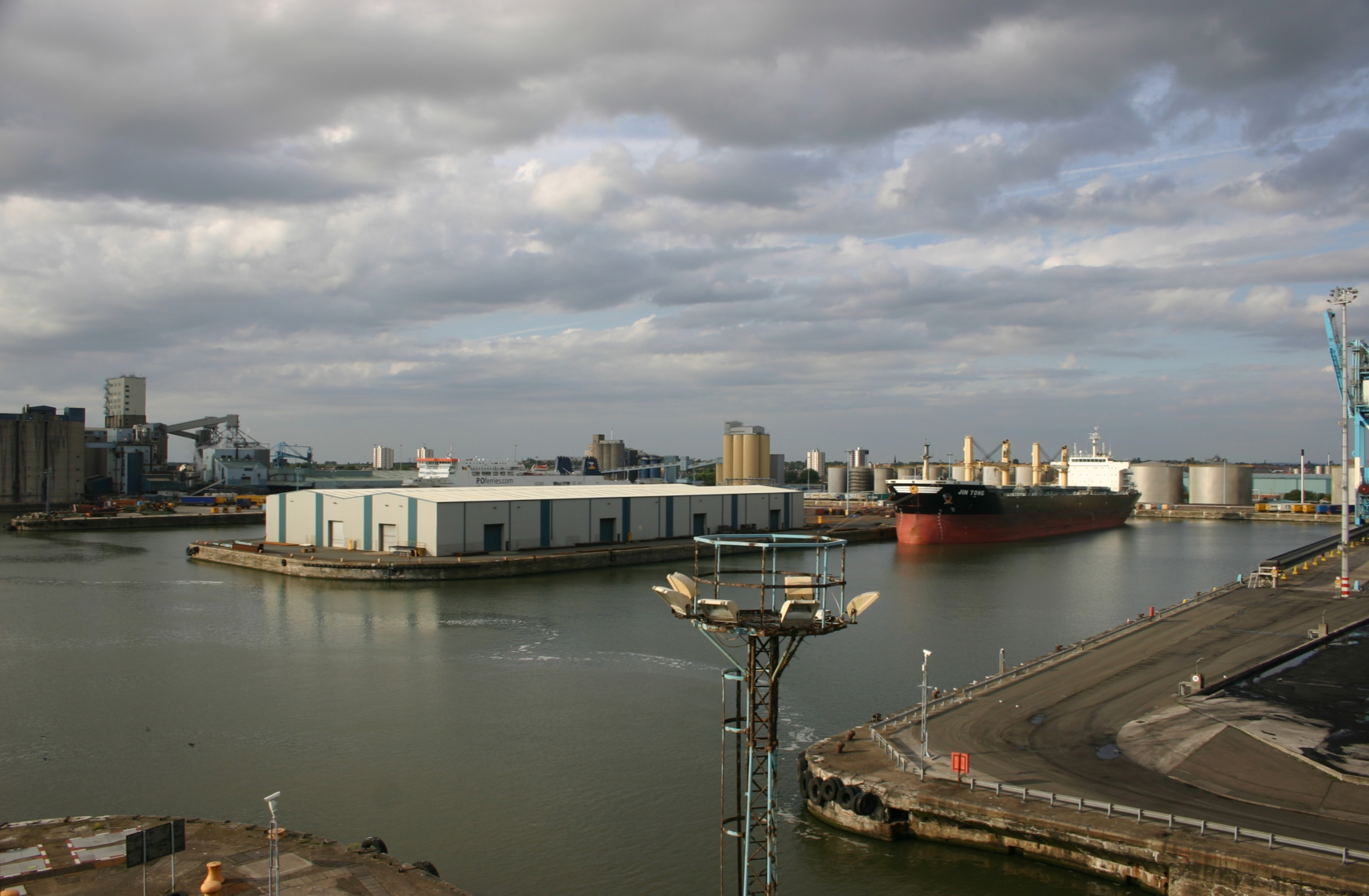
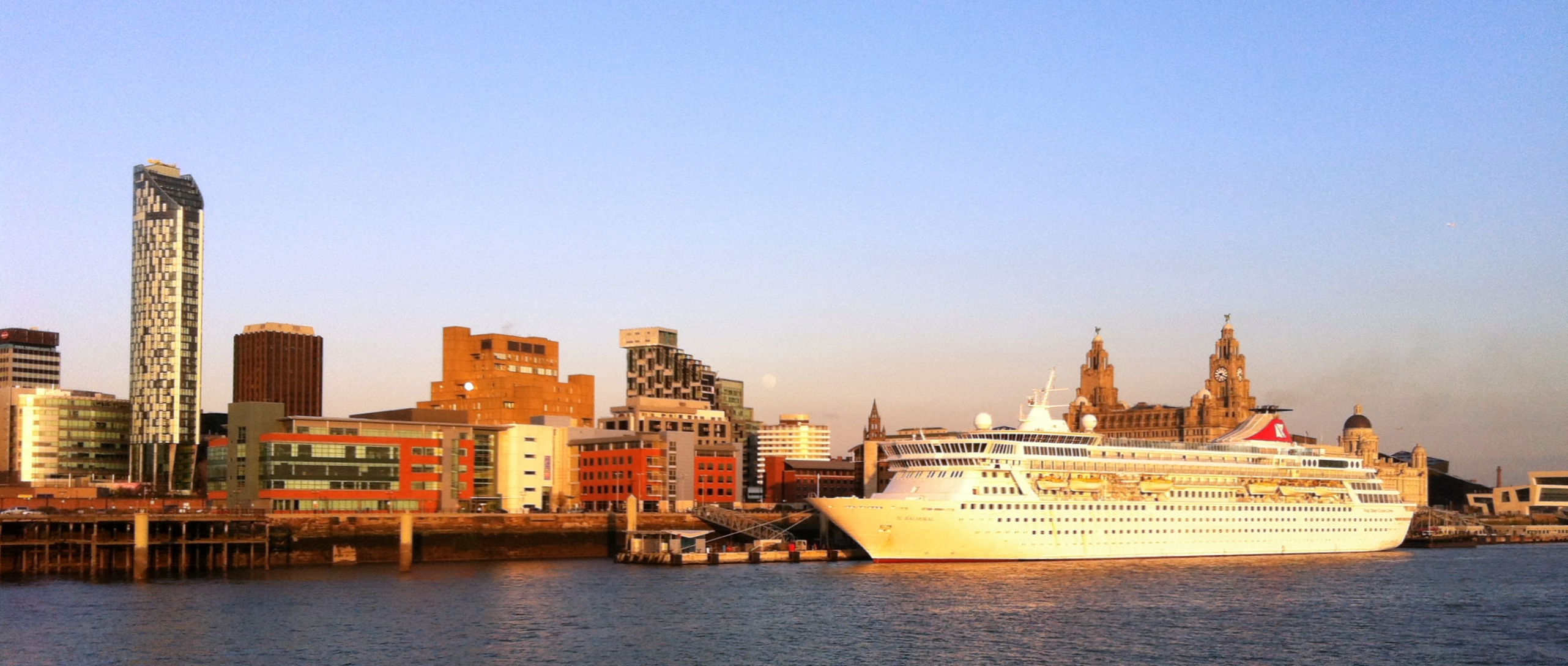